# Аудульф
Аудульф (лат. Audulfus) — гипотетический король фризов во время Великого переселения народов.
В настоящее время большинство историков полагают, что в первой половине VII века действительно существовал фризский король с именем Аудульф. Территория, которой правил этот король, вероятно, была районом центральных рек Нидерландов. В письменных источниках нет никаких сведений об этом монархе, но найдено несколько золотых монет, на которых есть слова «Audulfus» и «Frisia». Земли, на которых когда-то жили фризы, были в то время разделены, и в каждой был свой правитель. Раскопки на севере Фрисландии, в местности под названием Вестерго, доказали, что в то время в провинции Фрисландия существовала центральная власть.
Монеты также были найдены в Нидерландах в Эсхарене поблизости Арнема, а также в Англии. Большинство из них датированы периодом между 600 и 630 годами. В начале 2006 года во фризской деревне Вейналдюм на месте, где ранее искали дворец фризских королей, была найден монетный штамп Аудульфа со словами AUDWULF FRISIA.
Ещё одна интересная находка, связанная с Аудульфом, — это сокровищница Виуверта. На одной из монет есть надпись VICTORIA AUDUFO, вероятно, сделанная в память о выдающейся победе над другим народом. Некоторые думают, что это были франки, сражавшиеся с фризами за контроль над дельтой Рейна.